# Список высших учебных заведений Мурманской области
В список высших учебных заведений Мурманской области включены образовательные учреждения высшего и высшего профессионального образования, находящиеся на территории Мурманской области и имеющие действующую лицензию на образовательную деятельность. Список вузов приведён в соответствии с данными сводного реестра лицензий, в список филиалов включены организации, участвовавшие в мониторинге Министерства образования и науки Российской Федерации 2016 года. По состоянию на 28 сентября 2016 года в Мурманской области действующую лицензию имели 4 вуза и 8 филиалов.
Филиалы вузов, головные организации которых находятся в иных субъектах федерации, сгруппированы в отдельном списке. Порядок следования элементов списка — алфавитный.

## Список высших образовательных учреждений
| Название                                           | Категория         | Статус      | Год основания | Месторасположение | Число студентов |
| -------------------------------------------------- | ----------------- | ----------- | ------------- | ----------------- | --------------- |
| Международный институт бизнес-образования          | негосударственный | институт    | 1996          | Мурманск          |                 |
| Мурманская академия экономики и управления         | негосударственный | академия    | 1994          | Мурманск          | 426             |
| Мурманский арктический государственный университет | государственный   | университет | 1939          | Мурманск          | 2871            |
| Мурманский государственный технический университет | государственный   | университет | 1950          | Мурманск          | 5249            |

## Список филиалов высших образовательных учреждений
| Название | Категория         | Статус      | Год основания | Месторасположение | Месторасположение головной организации | Число студентов |
| --- | ----------------- | ----------- | ------------- | ----------------- | -------------------------------------- | --------------- |
| Апатитский филиал Мурманского государственного технического университета                                                                                           | государственный   | университет | 1999          | Апатиты           | Мурманск                               | 144             |
| Кольский филиал Петрозаводского государственного университета (в стадии преобразования в филиал в Апатитах Мурманского арктического государственного университета) | государственный   | университет | 1994          | Апатиты           | Петрозаводск                           | 2081            |
| Мурманский институт экономики (филиал Санкт-Петербургского академического университета)                                                                            | негосударственный | институт    |               | Мурманск          | Санкт-Петербург                        | 724             |
| Мурманский филиал Петербургского государственного университета путей сообщения                                                                                     | государственный   | университет | 1965 2000     | Мурманск          | Санкт-Петербург                        | 92              |
| Мурманский филиал Российского университета кооперации | негосударственный | университет |               | Мурманск          | Мытищи                                 | 424             |
| Мурманский филиал Российской академии народного хозяйства и государственной службы                                                                                 | государственный   | академия    |               | Мурманск          | Москва                                 | 416             |
| Северо-Западный филиал Московского гуманитарно-экономического института                                                                                            | негосударственный | институт    | 1995          | Мурманск          | Москва                                 | 1059            |
| Филиал в Мурманске Балтийского института экологии, политики и права                                                                                                | негосударственный | институт    | 1997          | Мурманск          | Санкт-Петербург                        |                 |